# FSP Gold River Women's Challenger
L'FSP Gold River Women's Challenger è un torneo di tennis che si gioca a Sacramento (California) negli USA. Fa parte dell'ITF Women's Circuit dal 2012 e si gioca su campi in cemento.

## Albo d'oro

### Singolare
| Anno              | Campionessa   | Finalista       | Punteggio     |
| ----------------- | ------------- | --------------- | ------------- |
| 2013              | Mayo Hibi     | Madison Brengle | 7–5, 6–0      |
| 2012              | Maria Sanchez | Jessica Pegula  | 4–6, 6–3, 6–1 |
| ↑ ITF 50K event ↑ |               |                 |               |

### Doppio
| Anno              | Campionesse                  | Finaliste                       | Punteggio   |
| ----------------- | ---------------------------- | ------------------------------- | ----------- |
| 2013              | Naomi Broady Storm Sanders   | Robin Anderson Lauren Embree    | 6–3, 6–4    |
| 2012              | Asia Muhammad Yasmin Schnack | Kaitlyn Christian Maria Sanchez | 6–3, 7–6(4) |
| ↑ ITF 50K event ↑ |                              |                                 |             |